# Natriumcyanid
Natriumcynaid er en uorganisk forbindelse med den kemiske formel NaCN. Det er et yderst giftigt salt, som benyttes til guldudvinding:
4 Au + 8 NaCN + O2  +  2 H2O  →  4 Na[Au(CN)2]  +  4 NaOH